# Cultura churajón
La ocupación prehistórica de Arequipa duró aproximadamente diez mil años, desde que llegaron a esta región, los primeros grupos de cazadores y recolectores antes del año 8000 AC., hasta la llegada de los incas allá por el año de 1450 dne.
El estudio de la prehistórica de Arequipa, empieza desde la etapa de formación de la civilización, pasando por la de grupos pre incas como Wari, Churajón, Chuquibamba, etc., hasta el dominio de la majestuosa cultura de los incas.
Fue descubierto por el Monseñor Leonidas Bernedo Málaga en 1931 (ruinas de Churajón).
En su desarrollo se les considera los siguientes periodos:
- Churajón temprano (800 - 1200) contemporáneo con Huari.
- Churajón medio (1200 - 1400) autonomía Churajón.
- Churajón tardío contemporáneos a los incas.

## Descubrimiento de las ruinas
El descubrimiento de las ruinas de Churajón y su difusión se debe en gran parte a la obra realizada en el campo de la arqueología por el Monseñor Leonidas Bernedo Málaga, quien sostiene que "Churajón fue un gigantesco centro urbano, ubicado al pie del cerro Choquellampa".
Además de restos de lo que fue un centro administrativo, nos ofrece tumbas o chullpas, así como una andenería, que por la cantidad y sus dimensiones, causa verdadera admiración.
El sorprendente descubrimiento de este principal Complejo arqueológico de Arequipa, se suscita en el año de 1931, fecha en el cual el Arequipeño Monseñor Leonidas Bernedo Málaga, describe por primera vez algunas de sus características, y dice:
“las ruinas de la citada ciudad consisten en un laberinto de paredes que escuadran y encierran numerosas habitaciones, con patios pequeños y plazas de relativa extensión”. “… Todas las construcciones están hechas de piedras sin labrar y barro. Todavía se conservan vestigios de numerosas calles – estrechas, tortuosas y desniveladas- que se cruzan en todas direcciones” 
(Bernedo, 1958: 140).

## Origen
La cultura churajón tendría su origen en los pueblos Aymaras. Muchos de sus pobladores se dirigieron a los valles cálidos de la costa en busca de alimentos y hallaron tierras fértiles, donde se quedaron y se dedicaron a la siembra del maíz y el ají.
Entre los años 600 a 1400 dne. se establecieron entre los valles del río Chili y Tambo, y poco a poco fueron creciendo o expandiéndose hacia las áreas de las que hoy comprenden los departamentos de Arequipa, Moquegua y Tacna.
Así, crearon un propio estilo de cerámica y formaron algunos pueblos urbanos. Construyeron caminos, redes de canales, reservorios, cementerios, andenería o terrazas agrícolas, constituyéndose en un centro de desarrollo en el sur del antiguo Perú.

## Organización

### Economía
Fue una cultura eminentemente agrícola y ganadera, por sus restos encontrados en Churajon, Huactallacta (Pocsi), Pueblo Viejo (Cerro Juli), Casapatac (Tingo) sistema de andenería de Carmen Alto, Paucarpata, Sabandia, Yumina. Establecieron una perfecta distribución de otros recursos en todas las poblaciones mediante llamada "Control vertical de los diversos pisos ecológicos".  Cultivaron maíz, papa, oca, quinua, ají, etc.

### Política y social
No se tiene mayores datos de su sistema de gobierno, no llegaron a desarrollar una organización social-autónoma
No tiene política ya que no era una cultura conformada por muy pocos.

## Manifestación cultural

### Cerámica
La cerámica se caracteriza por no tener buen acabado. Por lo general confeccionaron cerámica utilitaria, probablemente confeccionado por ellos mismos. Sus recipientes tienen forma globular, cilíndrica y llana. Color polícroma, pues utilizaron tres colores: el blanco, negro y rojo.
Decoraron sus cerámicas con figuras geométricas y generalmente confeccionaron cántaros, vasos (Keros), pocillos y tazas pintadas de rojo. Las ollas y tostadoras no tenían decoraciones.

### Arquitectura
Utilizaron la piedra y barro, mayormente para la construcción de chulpas, andenería, habitaciones, etc.
Entre sus restos de mayor importancia están las ruinas de Chujaron (casas, chulpas). Las ruinas de Pillo en Socabaya (petroglifos, andenes), las ruinas de Pueblo Viejo en Chiguata (viviendas y tumbas), las ruinas del templo de bienes.
- Datos: Q20014338